# هجوم ريف دمشق (يونيو–أكتوبر 2016)
هجوم ريف دمشق هو هجوم شنه الجيش السوري في محافظة ريف دمشق في أواخر يونيو 2016، كجزء من الحرب الأهلية السورية. وأسفر الهجوم عن سيطرة الجيش على أجزاء من القسم الشرقي للغوطة الشرقية الذي يسيطر عليه الثوار.

## الهجوم
في 21 يونيو، سيطر اللواء 102 حرس جمهوري، مدعوماً بجيش التحرير الفلسطيني و‌حزب الله، على تلة البحارية، وبعد فترة وجيزة تجاوزوا دفاعات الثوار في البحارية، فسيطروا على القرية بأكملها. بالإضافة إلى السيطرة على البحارية، واصلت القوات المسلحة السورية وحزب الله تقدمهم أيضًا في مزارع جسرين، حيث كانوا قادرين على السيطرة على عدة مواقع قرب بيوت عربية.
في مساء يوم 24 يونيو، دخل الجيش وحزب الله ميدعا، مما أجبر الثوار من الجزء الشمالي من البلدة نحو المركز. بعد عدة أيام، تقدمت القوات الحكومة في مزارع البحارية وباتجاه محور ميدعا-النشابية.
في 1 يوليو، استولى الجيش على الجزء الشرقي من ميدعا. في 4 يوليو، وصل الجيش إلى مركز ميدعا، مستولياً على مدرسة ومسجد في البلدة. في اليوم التالي، بعد ما يقرب من أسبوعين من القتال، استولت الحكومة على ميدعا. بسيطرته على ميدعا، قطع الجيش خط إمدادات الذخيرة الرئيسي للثوار إلى الغوطة الشرقية.